# 293. pr. Kr.
◄ | 4. stoljeće pr. Kr. | 3. stoljeće pr. Kr. | 2. stoljeće pr. Kr. | ►
◄ | 320-ih pr. Kr. | 310-ih pr. Kr. | 300-ih pr. Kr. | 290-ih pr. Kr. | 280-ih pr. Kr. | 270-ih pr. Kr. | 260-ih pr. Kr. | ►
◄◄ | ◄ | 296. pr. Kr. | 295. pr. Kr. | 294. pr. Kr. | 293 pr. Kr. | 292. pr. Kr. | 291. pr. Kr. | 290. pr. Kr. | ► | ►►
Astronomija

## Događaji

### Zapadno Sredozemlje
- U bitkama kod Akvilonije i na cesti od Kampanije ka Tarantu (Treći Samnitski rat) Rimljani pobjeđuju Samnićane
- Rimljani osvajaju samnitske gradove Velia, Paliombin, Herkulanej i Sepinej.
- Konzul Cusor u Rimu posvećuje hram Kvirinu. Tu je postavljen i prvi sunčani sat u Rimu.
- Oko 293. pr. n. e. – Izbija epidemija kuge u Rimu, nakon čega je dopušteno nastanjivanje grčkih liječnika u grad. Na otoku u Tiberu je sagrađen hram bogu liječnika Eskulapu.

### Istočno Sredozemlje
- Demetrije I. Poliorket, makedonski kralj i vladar Atene, osvaja vlast nad Tesalijom. Na poticaj kralja Kleonyma Tebanci dižu ustanak protiv Demetrija, no njemu uspijeva ugušiti ju.